# できるかなって☆☆☆
「できるかなって☆☆☆」（できるかなってほしみっつ）は、2010年1月27日にGloryHeavenから発売されたシングル。

## 概要
表題曲『できるかなって☆☆☆』は、テレビアニメ『ひだまりスケッチ×☆☆☆』オープニングテーマとして使用された。歌っているのは同アニメでゆの、宮子、ヒロ、沙英役を演じる阿澄佳奈、水橋かおり、後藤邑子、新谷良子が担当している。ジャケットは原作者蒼樹うめの描き下ろしによる、ゆの、宮子、ヒロ、沙英のイラストが描かれている。アニプレックスがソニー・ミュージックディストリビューションに販売委託している関係上、このシングルより、GloryHeavenレーベルからのリリースとなった。

## 収録曲
（全作詞：畑亜貴）
1. できるかなって☆☆☆ [4:11] 
作曲：村井大、編曲：安藤高弘
  - テレビアニメ『ひだまりスケッチ×☆☆☆』オープニングテーマ
2. ひだまりっぽい数え唄 [3:55] 
作曲・編曲：菊谷知樹
3. できるかなって☆☆☆ （off vocal）
4. ひだまりっぽい数え唄 （off vocal）